# نمط الشخصية الإقنومية
يعتبر نمط الشخصية الإقنومية (بالإنجليزية: Hypostatic Model of Personality)‏ افتراضًا يؤكد أن الكائنات البشرية تمثل أنفسها في هيئات عديدة، أو ما يدعى بالأقانيم اعتمادًا على الحقائق الداخلية والخارجية المتعلقة بها. يشمل هذا الافتراض مقاربات عديدة في دراسة الشخصية.
وانطلاقًا من مفهوم التعددية، يمثل هذا كلًا من النمطً البعدي ونظرية الجانب. ينتمي هذا النمط إلى تصنيف المقاربات الشخصية الاجتماعية النفسية الحيوية المعقدة. ويغطي مصطلح الإقنوم مجالًا واسعًا من الكيانات المتعلقة بالشخصية، والتي تعرف عادةً بالنوعي، أو المرحلة، أو السمة، أو النظام، أوالنهج.
يعود تاريخ استخدام هذا المصطلح إلى التجريد الأقنومي وفقًا لشارل ساندرز بيرس أو ما يدعى تجسيد السمات.
وصف عدة مؤلفين أبعادًا ذاتية متنوعة، وأبعادًا شخصية وتحت شخصية. تربط الدراسات المعاصرة الجوانب المختلفة للشخصية بعوامل حيوية واجتماعية وبيئية.
تكامل العمل على تحت الشخصية مع النمط الأقنومي. يصف هذا النمط الجوانب الشخصية والأبعاد، إضافةً إلى العلاقات الشخصية الضمنية والعلاقات بين الأشخاص. تعتبر العلاقات بين أجزاء الشخص (الأشخاص) عنصرًا جوهريًا يعزز كلًا من التنظيم وسوء التنظيم الشخصي والاجتماعي، وليس الشخص بكامله وبجوهره، ولا بعلاقاته.
يًنظر إلى الشخصية باعتبارها قدرة وبنية في الوقت ذاته، وإلى جانب تطورها وإمراضيتها النفسية، يترافق هذا النمط مع طرق معينة للتقييم والعلاج موجهة لكل من الأبعاد الشخصية.
تتبع العلاقات الإقنومية للعقل البشري وجود النمط الإقنومي من الوعي، والذي عرض محتويات الوعي على أنها توحد لجوانب عديدة، تختلف فقط بمراعاة بعضها، لكنها تميل للتوافق في جانب معين من اعتباراتها.

## نظرة عامة
يعد النمط الإقنومي للشخصية طريقةً لرؤية جوانب عديدة من خصائص الشخص. يقر هذا النمط أن الشخص قادر على التصرف والظهور أمام الآخرين بطرق عدة، وهذا يعتمد على ماهية هذا الشخص، وكيف ينظر الآخرون إليه أيضًا.
يعترف هذا النمط أيضًا أن الناس لا يقتصرون على جهة واحدة من شخصياتهم، بل هم مزيج بسيط من كل شيء. على سبيل المثال، قد يكون الشخص دنيئًا اليوم، ويصبح جيدًا في اليوم التالي. إن ماهية الأشخاص وتقديمهم لأنفسهم في لحظة أو أخرى يعتمد أيضًا على حالتهم الحيوية، وعلى الموقف أو البيئة المحيطة (الناس والأشياء المحيطة بهم). على سبيل المثال، قد يصبح الشخص الجبان أعظم بطل إذا استدعي لإنقاذ حياة أحدهم.
حتى تتحسن هذه الجوانب من الشخص، يجب عليه أن يُقيم أولًا على أساس علمي.

## الخلفية التاريخية

### الأصل والمصطلحات
استخدم مفهوم الإقنوم باعتباره الوجود المشترك للكيان الروحاني والجسماني في عدد من التعليمات الدينية والعقلانية. تعني كلمة الإقنوم الحالة الباطنة أو الجوهر الباطني، وهو الحقيقة الأساسية التي تدعم كل شيء آخر.
كتب الفيلسوف أفلوطين التابع للأفلاطونية المحدثة عن ثلاث أقانيم: الروح، والبصيرة (العقل)، والجوهر.
يوصف الثالوث وفق وجهة نظر المسيحيين غالبًا باعتباره افتراضًا لوجود إله واحد بثلاثة أقانيم مختلفة.
في المعتقدات القبلانية (اليهودية)، تمثل السيفورات العشرة أقانيم الإله، وهي قابلة للمعرفة، على النقيض من جوهرها البحت غير القابل للمعرفة.
قدم شارل ساندرز بيرس مفهوم التجرد الأقنومي، وهو عملية شكلية تأخذ عنصرًا من المعلومات، نفترض أنه يمكننا التعبير عنه بالصيغة «إكس = واي»، ويعتبر أن هذه المعلومات مضمنة في العلاقة بين فاعل وفاعل آخر، والتي سنفترض أنه يمكننا التعبير عنها بالصيغة «إكس تملك صفة واي». (مثال على هذا: «العسل حلو» تصبح «العسل يملك حلاوة»)
وُصفت الاخلاق الأقنومية على أنها دراسة القيم في الذوات مع كل علاقاتها باعتبارها عوامل أو مؤثرات على الإدراك والسلوك.
في علم اللغة، قدم ليونارد بلومفيلد مفهوم الأقنوم لوصف تجسيد الشيء أو الحالة في جمل من مثل: I'm tired of your buts and ifs (المقصود بها «أنا متعب من أعذارك»، جمع حرفي لو ولكن إشارة إلى كلمة الاعذار)
تميز نظرية آرون روزانوف بين سبعة أبعاد (الطبيعي، الهستيريا، الهوس، الاكتئاب، التوحد، الارتياب (الزوراني)، والشبيه بالصرع). قد تكون هذه الأبعاد متفوقةً أو متنحية، ويُلغي الأول إظهار الأخير أو يثبطه.

### المتغيرات والتطورات: الذوات والأبعاد
في فلسفة العقل، تفترض نظرية الجانب المزدوج أن العقل والجسد جانبان من مادة واحدة.
وصف ويليام جيمس في كتابه مبادئ علم النفس أربعة جوانب للذات:
- الذات المادية (الجسد وممتلكات الشخص وأقرباؤه، بما فيهم العائلة)
- الذات الاجتماعية (تكريس النفس للآخرين)
- الذات الروحانية (كينونة الشخص الداخلية والشخصية، الاتجاهات والقدرات النفسية المأخوذة بشكل ملموس)
- الأنا النقية (المبدأ المجرد للوحدة الشخصية)

## معرض صور

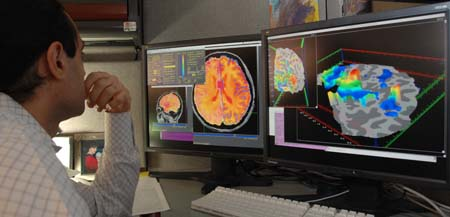
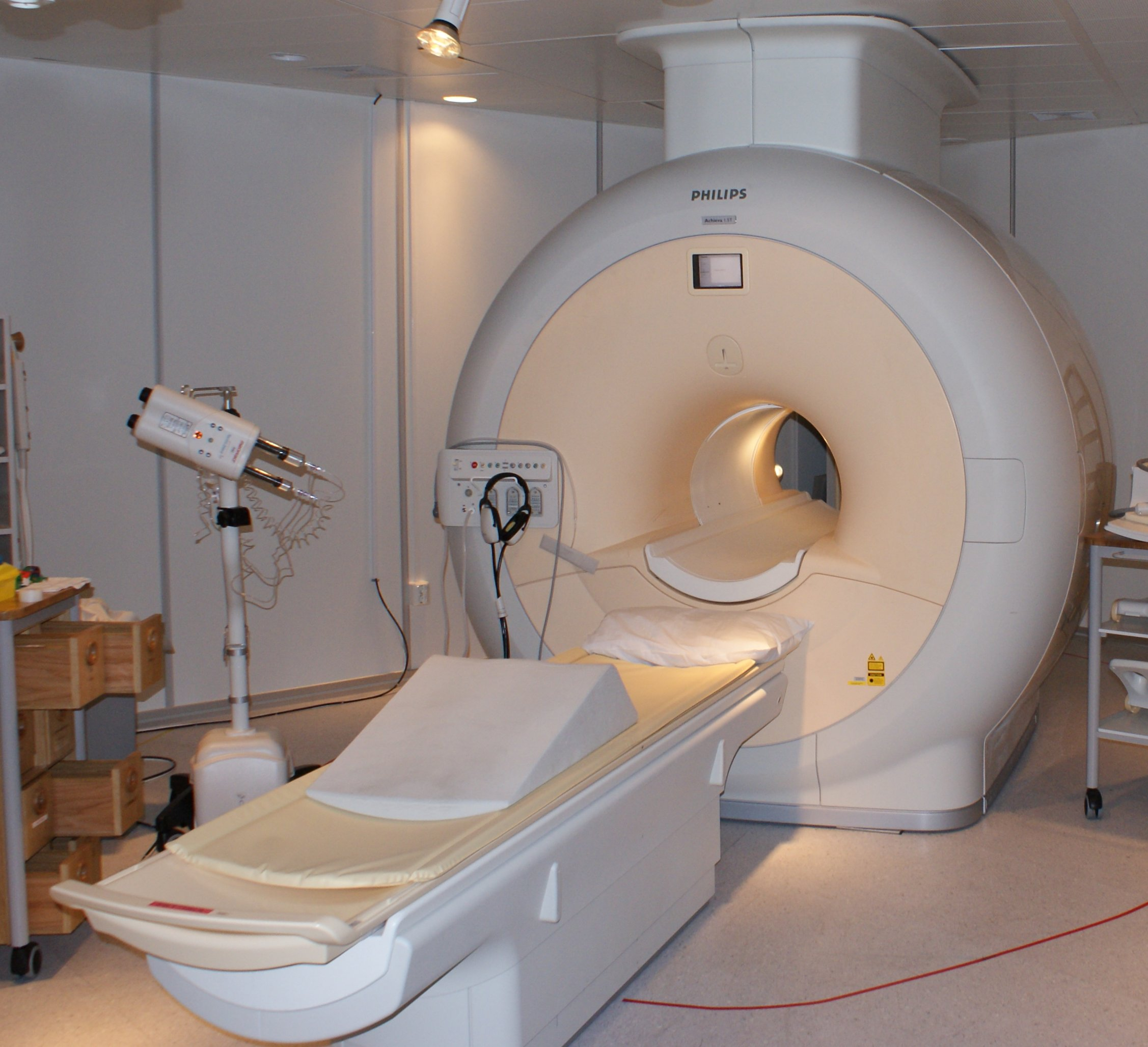